# Brücke-Villa

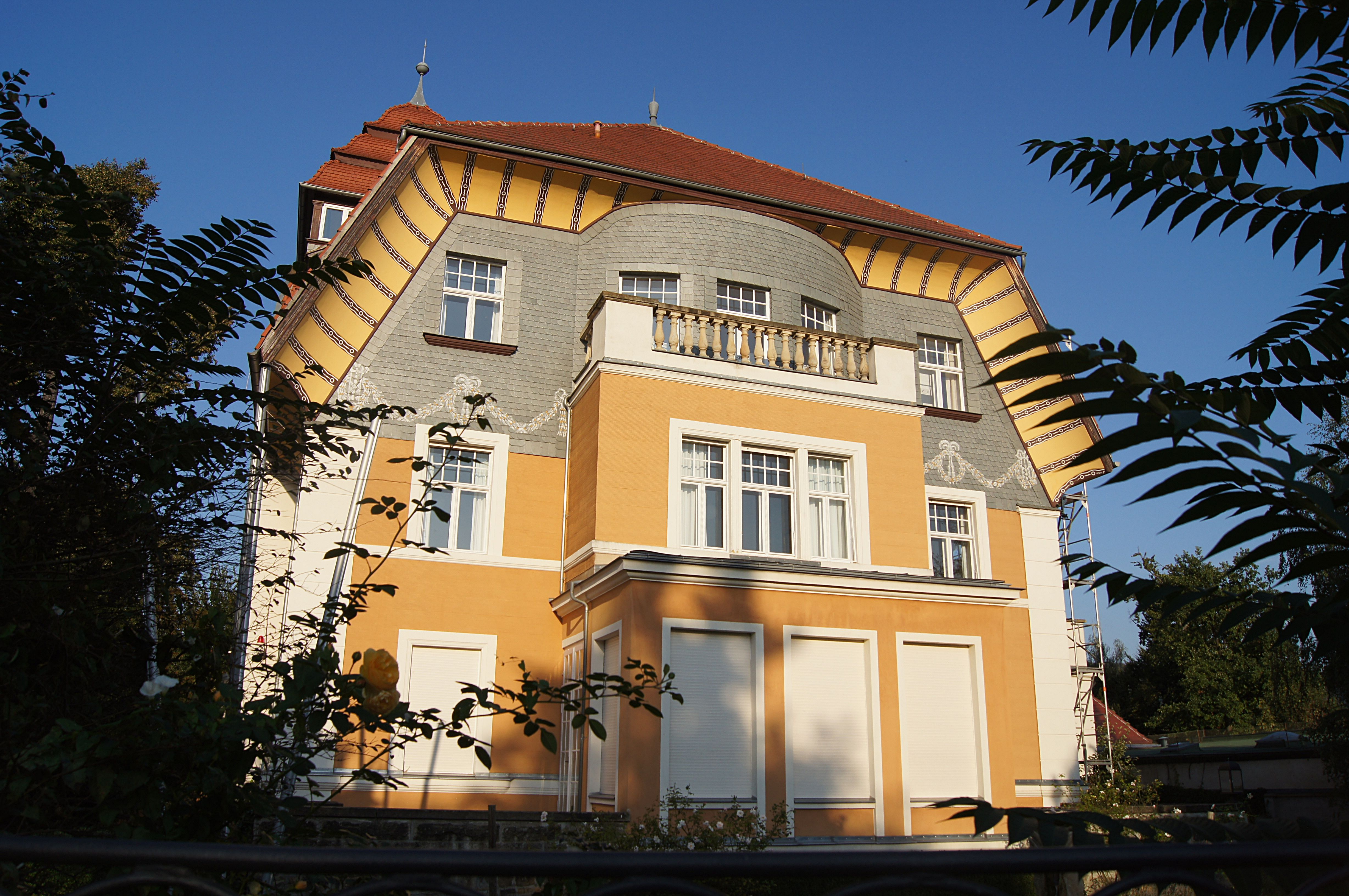
Brücke-Villa
Dresden-Blasewitz, Reinhold-Becker-Straße 5

Die Brücke-Villa ist eine denkmalgeschützte Jugendstil-Villa im Dresdner Stadtteil Blasewitz. Ihren Namen hat sie von der Brücke/Most-Stiftung, die dort ihren Sitz hat und bis 2017 rund 20 Jahre lang die Bildungs- und Begegnungsstätte Brücke/Most-Zentrum betrieb.

## Geschichte
Erbaut wurde die Villa zu Beginn des 20. Jahrhunderts (1905/1906). Im gleichen Zeitraum entstanden die Seitengebäude, welche als Wagenremise und Pferdestall sowie als Wohnung für die Kutscher dienten. Die vom Blasewitzer Architekten Max Große errichtete Villa hieß bis 1920 Villa Marienheim.
In den folgenden Jahrzehnten kam es zu einer Reihe von Eigentümerwechseln und zahlreichen Um- und Erweiterungsbauten. Der aufwändig gestaltete Zaun des Grundstücks stammt noch aus der Zeit vor dem Ersten Weltkrieg.
Seit 1914 wohnten die Kunstmalerin Aenny Volkert und der Privatsekretär Franz Sturm im Haus, die es als Eheleute Sturm von 1917 bis 1925 besaßen. 1925 folgten die Eheleute Margarethe und (Kaufmann) Rudolf Petrun. Für die Mitmieter entstand ein separater Eingang, abgetrennt vom Herrschaftseingang.
Um 1929 erfolgte ein weiterer Eigentümerwechsel – das Haus gehörte jetzt dem Roßlebener Bergwerksdirektor Richard Ebeling (bis 1943/44) – wovon das Monogramm „ER“ über dem hinteren Eingang zeugt.
Nach 1945 wurde das Haus zeitweilig nicht nur als Wohnhaus genutzt, sondern beherbergte auch das Technische Museum.
Mangels Unterhalts verfiel das Gebäude zusehends, sodass es 1996 in einem stark sanierungsbedürftigen Zustand war. Der zum Teil verwahrloste Eindruck der Räume, der durch abblätternde Farbe, sich lösende Tapeten, Wasserschäden und Schwammbefall sowie Veränderungen für die Zwecke des Technischen Museums hervorgerufen wurde, überdeckte den im ganzen überraschenden Bestand an originaler Substanz. Zu ihm gehörten in erster Linie die gut erhaltenen Stuckprofile an Decken und Wänden, das Parkett und der Mosaikbelag der Fußböden, sowie Fenster und Türen – und, nicht zuletzt, zum Großteil das beeindruckende Badezimmer im ersten Stock.
Auf der Suche nach einem geeigneten Domizil für die Brücke/Most-Stiftung fiel die Wahl des Stifters Helmut Köser auf eben jene denkmalgeschützte Jugendstil-Villa in der Reinhold-Becker-Straße 5 / Ecke Tolkewitzer Straße. Die grundlegende und aufwändige Sanierung, bei der ein besonderes Augenmerk auf zahlreiche architektonische Details gelegt wurde, nahm zwei Jahre in Anspruch. Ein herausragender Blickfang ist der restaurierte, 1997 auf das Haus gesetzte Turm. Die Turmkugel auf der Turmspitze enthält die im gleichen Jahr unterzeichnete Deutsch-Tschechische Versöhnungserklärung. Damit wurde die Aufgabe der Brücke-Villa vorgegeben: Eine Brücke zu schlagen zwischen Deutschen und Tschechen, zwischen Sachsen und Böhmen.
In der folgenden Zeit war das Haus Bildungs- und Begegnungszentrum (unter dem Namen „Brücke/Most-Zentrum“). Im Jahr 2003 entstanden mit dem Gästehaus und dem Uferhaus zwei Neubauten, welche die Kapazitäten des Studienzentrums noch erweiterten. Gründungsleiter des Brücke/Most-Zentrums war Daniel Kraft (2000 bis 2005). Infolge der angespannten Finanzsituation durch die andauernde Niedrigzinspolitik nach der Finanzkrise beschloss der Stiftungsvorstand, den Tagungshausbetrieb des Brücke/Most-Zentrums im August 2017 einzustellen.